# スニーカータイムズ 〜Sneaker Timez〜

『スニーカータイムズ 〜Sneaker Timez〜』（スニーカータイムズ）は、WOWOWで2019年に放送されていたバラエティ番組。
2021年に放送した第2期『スーパースニーカーピーポー 〜Super Sneaker People〜』（スーパースニーカーピーポー）もこの項で扱う。

## 概要
スニーカーベストドレッサー賞を複数年受賞・殿堂入りし、芸能界随一の“スニーカーヘッズ”であるMCのレイザーラモンRGが、ゲストとスニーカーについて語り合う。
2019年の第1期を経て、2021年1月から第2期『スーパースニーカーピーポー 〜Super Sneaker People〜』を開始した。

## 出演者
- レイザーラモンRG
- ゲスト数名

## スタッフ
- ナレーター：田村響華（1期）[3]、小倉唯（第2期）[4]
- 監修：小澤匡行
- 構成：細田哲也
- 技術：渡辺明
- EED：稲垣太郎
- MA：眞坂聡美
- 音効：小田切暁
- 美術：大蔵謙介、武田方征
- CG：大森清一郎
- デスク：岡島三枝子
- 宣伝：山岸真悠子
- 写真協力：アフロ
- 撮影協力：WORM、atmos、GOBLIN.、Limited.edt、TOKYO23、FLY SHOES
- 技術協力：東通
- 美術協力：フジアール
- 編集協力：TSP WARP
- アシスタントディレクター：小林円、高橋吾宇、永藪拓矢、玉田海弥、安井真都加
- ディレクター：藤平裕樹、澁谷曜
- プロデューサー：井上智景、渡辺資、平野綾音
- 企画・プロデューサー：高橋岳
- チーフプロデューサー：早川敬
- 演出協力：クラフト
- 制作協力：フラッグ
- 製作著作：WOWOW

## 放送リスト
| 回#                                                 | 放送日                               | サブタイトル                                       | ゲスト                                                             | 備考                                 |
| スニーカータイムズ 〜Sneaker Timez〜                | スニーカータイムズ 〜Sneaker Timez〜 | スニーカータイムズ 〜Sneaker Timez〜               | スニーカータイムズ 〜Sneaker Timez〜                               | スニーカータイムズ 〜Sneaker Timez〜 |
| --------------------------------------------------- | ------------------------------------ | -------------------------------------------------- | ------------------------------------------------------------------ | ------------------------------------ |
| #1                                                  | 2019年 4月5日                        | エアマックスを語りつくす！                         | 長谷川忍、上田歩武（グッドウォーキン）、小島奉文（Atmos director） |                                      |
| #2                                                  | 4月12日                              | スニーカーの歴史を語りつくす！                     | 長谷川忍、上田歩武（グッドウォーキン）、小島奉文（Atmos director） |                                      |
| #3                                                  | 4月19日                              | メーカー別徹底解剖！ナイキを語りつくす！           | アントニー（マテンロウ）、上田歩武、小島奉文                       |                                      |
| #4                                                  | 4月26日                              | メーカー別徹底解剖！アディダスを語りつくす！       | アントニー、上田歩武、山口素詩（Atmosバイヤー）                    |                                      |
| #5                                                  | 5月10日                              | スニーカーヘッズの生態を語りつくす！               | 諏訪部順一、山内健司、KING-MASA                                    |                                      |
| #6                                                  | 5月17日                              | スニーカー女子がスニーカーのカワイイを語りつくす！ | 大地洋輔、ぁぃぁぃ、あわつまい、川村紗英（atmos pink PR）          |                                      |
| #7                                                  | 5月24日                              | スニーカーと映画の関係を語りつくす！               | 諏訪部順一、有村昆、上田歩武、AI IWASAKI                           |                                      |
| #8                                                  | 6月14日                              | スニーカーセレブを語りつくす！                     | ネゴシックス、SOSHI-Muzic、CO-HEY（atmos プレス・企画）            | スペシャル対談：佐藤隆太、小島奉文   |
| #9                                                  | 6月21日                              | 中国のスニーカー事情を調べつくす！                 |                                                                    | スペシャル対談：佐藤隆太、小島奉文   |
| #10                                                 | 6月28日                              | エアジョーダンを語りつくす！                       | 大地洋輔、KING-MASA、あわつまい                                    | スペシャル対談：佐藤隆太、小島奉文   |
| スーパースニーカーピーポー 〜Super Sneaker People〜 |                                      |                                                    |                                                                    |                                      |
| #1                                                  | 2021年 1月18日                       | エアジョーダン1を愛でる                            | 佐藤隆太、山下健二郎、アントニー                                   |                                      |
| #2                                                  | 2021年 1月18日                       | スーパースニーカー史と僕らのスニ遍歴（前編）       | 佐藤隆太、山下健二郎、大地洋輔                                     |                                      |
| #3                                                  | 2月8日                               | スーパースニーカー史と僕らのスニ遍歴（後編）       | 佐藤隆太、山下健二郎、大地洋輔                                     |                                      |
| #4                                                  | 2月8日                               | スーパースニーカーアスリート                       | 長谷川穂積、前園真聖、尾形貴弘                                     |                                      |
| #5                                                  | 2月22日                              | アディダスを愛した男たち                           | 松本利夫、有村昆、尾形貴弘                                         |                                      |
| #6                                                  | 2月22日                              | 新興スニーカーを知ろう！                           | カミナリ、ねお                                                     |                                      |
| #7                                                  | 3月8日                               | やっぱり、ローテクスニーカーだね。                 | ネゴシックス、カミナリ                                             |                                      |
| #8                                                  | 3月8日                               | スーパースニーカー女子会                           | 中田花奈、小川暖奈、川村紗英                                       |                                      |
| #9                                                  | 3月22日                              | スーパースニーカージェネレーション                 | アントニー、よしあき、中田クルミ                                   |                                      |
| #10                                                 | 3月22日                              | 俺たちのニューバライフ                             | 松本利夫、大地洋輔、石田たくみ                                     |                                      |
| #11                                                 | 4月5日                               | DUNKが大好物！                                     | 佐藤隆太、上田歩武、小島奉文                                       |                                      |
| #12                                                 | 4月5日                               | スーパースニーカーアワード                         | 山下健二郎、中田花奈、国井栄之（ミタスニーカーズ）                 |                                      |

## 放送局
| 放送期間               | 放送時間         | 放送局      | 対象地域 | 備考 |
| ---------------------- | ---------------- | ----------- | -------- | ---- |
| 2019年4月5日 - 6月28日 | 金曜 0:00 - 0:30 | WOWOWライブ | 日本全域 |      |

| 放送期間               | 放送時間           | 放送局        | 対象地域 | 備考            |
| ---------------------- | ------------------ | ------------- | -------- | --------------- |
| 2020年1月18日 - 4月5日 | 月曜 20:00 - 21:00 | WOWOWプライム | 日本全域 | 隔週2話連続放送 |

| 配信期間                | 配信時間           | 配信サイト        | 備考                |
| ----------------------- | ------------------ | ----------------- | ------------------- |
| 2020年1月13日 - 3月24日 | 水曜 12:00 - 12:30 | WOWOWオンデマンド | 初回のみ2話連続配信 |